# John Bull
|  | No s'ha de confondre amb John Bull, personatge caricaturesc creat per John Arbuthnot (1667-1735). |

John Bull (Somerset, Regne Unit, 1563 - Anvers, Països Baixos, 15 de març de 1628) fou un compositor, organista i virginalista anglès.
Bull, es formà a Oxford i Cambridge i com a nen cantor de la capella reial d'Elisabet I d'Anglaterra, i més tard fou organista d'aquesta capella.
Es distingí per les seves brillants execucions, malgrat que no sempre foren de gaire bon gust. Fou professor del col·legi fundat per Goesham, viatjà per França, Flandes i Alemanya i el 1613 entrà al servei de l'arxiduc Albert, governador dels Països Baixos.
Va escriure nombroses composicions per a orgue i clavicordi, i algunes de música vocal. Algun autor anglès li ha atribuït, sense cap fonament, l'himne God save the King.